# Данијеле Калури
Данијеле Калури (Daniele Caluri или Kaluri; Ливорно, 26. јануар 1971) је италијански стрипар, илустратор и карикатуриста.
Познат је по раду за лист Ил Вернаколијере (Il Vernacoliere), сатирични месечник из Ливорна који се дистрибуира у централној и северној Италији, са којим је сарађивао од 1985. до 2011. и за који је створио своје најпознатије ликове. Такође ради за кућу Серђо Бонели едиторе, између осталог и на серији Марти Мистерија.

## Биографија
Почео је да ради за лист Ил Вернаколијере након што им је послао карикатуре које је нацртао још у школској клупи. Дошавши у новине, заменио је као илустратор насловница Макса Гређа (Max Greggio), који је постао аутор успешне телевизијске емисије.
Калури је дипломирао на Академији ликовних уметности у Фиренци 1996. године. Касније је радио за Серђо Бонели едиторе на неким од књига Мартија Мистерије (La tredicesima fatica, бр. 281 из октобра 2005, и Il codice Caravaggio, бр. 291 из јуна 2007) у сарадњи са Мартијевим творцем, сценаристом Алфредом Кастелијем, кога је упознао на фестивалу Лука Комикс 1999. године. Поред званичних прича серије, Калури је нацртао и три комичне брошуре Мартија Мистерије, објављене пригодно за Римини Комикс, догађај Универзитета у Падови и Italia Wave 2007.
Прву књигу стрипова објавио је 1999. сабравши приче о свом лику Кувани Пасуљ (Fava di Lesso), објављених у Ил Вернаколијереу од 1993. до 1998. године. Кувани Пасуљ, амерички Индијанац, стереотипно направљен на основу жанра вестерна, са честим излетима у просташтво и разузданост, доживео је велики успех међу читаоцима новина. Управо због успеха овог лика дошло је до сарадње са Серђо Бонели Едиторе, иако се сам Серђо Бонели увек противио пародијама на вестерн стрипове (као што су „Ombre Rosse“ Енца Скартона и „Fax palle in canna“ Леомакса, мање или више објављени у истом периоду), но није био превише упознат са овим стрипом тосканског уметника Калурија.
Остављајући по страни лик раздражљивог Индијанца, Калури је покренуо нови месечни стрип, „Luana la bebisìtter“, о авантурама секси дадиље Луане, прсате колико и приглупе, и дечака Маикола, богатог, ружног и злобног. Објављиван од 1999. до 2004. стрип је постигао још већи успех, тако да је довео до издавања три збирке (Luana La Bebisìtter Atto I, Luana La Bebisìtter Atto II и Luana La Bebisìtter Gran Finale) а затим и до повратка овог лика 2006. и следеће године.
Истовремено са Луаном, Калури се вратио карикатури са Недом (Nedo), ликом немим, али са сталном ерекцијом и непогрешивим покретима. По сценаријима Емилијана Паганија црта 2003. комичну рубрику "Временски извештај" (Bollettino Meteo), у којем Пуковник Старита, гневни метеоролог, закључује временску прогнозу трагедијом.
Последњи рад објављен у Вернаколијереу је Дон Заукер, свештеник — истеривач ђавола, ван уобичајених клишеа: бесраман и развратан, набилдован и истетовиран, ни близу традиционалне позиције Римокатоличке цркве. Име Дон Заукер потиче од лика из серије Daitarn 3, главе издајничких Меганоида, да би се одмах нагласио карактер лика: арогантан, груб, незналица, надувенко, лажов, оваплоћење свих људских порока (како каже Емилијано Пагани). Физичке карактеристике, осим тога, подсећају на Клинта Иствуда и друге "тешке људе" из филмова Холивуда.
Дон Заукер, такође по сценаријима Емилијана Паганија, збир је свих јетких сатира и антикатолицизма (расположења дубоко укорењеног код Калурија, а он то и не крије), што је учинило стрип омиљеним код читалаца Ил Вернаколијереа. Прва збирка објављених прича Дон Заукера (и једне необјављене) представљена је током  фестивала Лука Комикс 2006. године. Током традиционалног фестивала организованог у Ливорну, матични лист и оба аутора направили су представу у сарадњи са позоришном трупом И Ликаони (I Licaoni), "Don Zauker Talk Show", поновљену током фестивала Лука Комикс 2006.
Калури је био председник жирија Прве награде за сатиру града Карара - 2005 и наступио је као предавач на курсевима Школе стрипа у Пизи.
Поред делатности на стрипу, од 1993. до 2000. свирао је као клавијатуриста у музичкој групи "Пријатељи Зенигате" ("Gli Amici di Zenigata"), са којом је објавио компакт диск са комичним верзијама музике из цртаних телевизијских серија (Il banjo di Haran) и држао концерте по целој Италији.
Освојио је награду фестивала Лука Комикс 2006 - Гран Гвиниђи, као најбољи цртач и награду Фумо ди ћина као "Најбољи потпуно хумористички аутор".
Са серијом Дон Заукер, истеривач ђавола освојио је заједно са Емилијаном Паганијем 2007. године Награду Микелуци за "Најбољи цртеж хумористичке серије" и "Најбољу хумористичку серију".
Фестивал Лука Комикс посветио је Калурију 2007. самосталну изложбу.
Стрипску адаптацију романа Михаил Строгов Жила Верна црта 2007, по сценарију Фредерика Бремоа, за издаваче Адонис/Глена.
Од фебруара 2008. држи, заједно са Емилијаном Паганијем, сатиричну рубрику "Domus Bokassa" на страницама месечника Ил мукјо (Il mucchio).
Од септембра 2008. професор је цртања и историје уметности у Научној гимназији "Ф. Енрикез" у Ливорну.
У децембру 2011. био је гост Салерно Комикона поводом објављивања Нирване.